# Achillée
Achillea
Pour les articles homonymes, voir Achillée (homonymie).
Genre
Le genre Achillea (les achillées)  regroupe diverses plantes de la famille des Astéracées (ou Composées) dont la plus connue est l'achillée millefeuille (Achillea millefolium). Le nom du genre correspond au latin achillea, lui-même emprunté au grec akhileios, herbe d'Achille : lorsqu'au siège de Troie, Achille fut mortellement blessé au talon par la flèche de Pâris, la déesse Aphrodite, en larmes, lui conseilla d’utiliser cette plante pour calmer ses souffrances. Ainsi naquit l’Achillée, souveraine contre les blessures à l’arme blanche. Achille a également blessé Télèphe accidentellement, et le guérit à l'aide de l'achillée. Elle est aussi connue sous le nom d'herbe aux coupures.

## Caractéristiques du genre
Plantes herbacées vivaces à feuilles alternes. Comme pour toutes les composées, ce qu'on appelle communément « fleur » est un capitule. Les capitules des achillées sont formés d'un disque de fleurs tubulées hermaphrodites entourées de fleurs ligulées femelles. Les ligules, presque toujours blanches, sont assez courtes, le plus souvent à trois dents. Très nombreux sur la plante, les capitules sont groupés en inflorescences appelées corymbes. Les fruits sont des akènes.

## Principales espèces
- Achillea ageratum L. - Achillée à feuilles d'agératum
- Achillea atrata L. - Achillée noirâtre.
- Achillea chamaemelifolia Pourr.
- Achillea clavennae - Achillée amère, Achillée de Clavena
- Achillea clusiana - Achillée de Clusius
- Achillea distans Waldst. & Kit. ex Willd.
- Achillea erba-rotta All.
- Achillea filipendulina Lam.
- Achillea ligustica All.
- Achillea macrophylla L. - Achillée à grandes feuilles
- Achillea millefolium L. - Achillée millefeuille
- Achillea moschata Wulfen - Achillée musquée
- Achillea nana L. - Achillée naine
- Achillea nobilis L. - Achillée noble
- Achillea odorata L.
- Achillea ptarmica L. - Achillée sternutatoire
- Achillea setacea Waldst. & Kit.
- Achillea tomentosa L.

## Listes des espèces du genre

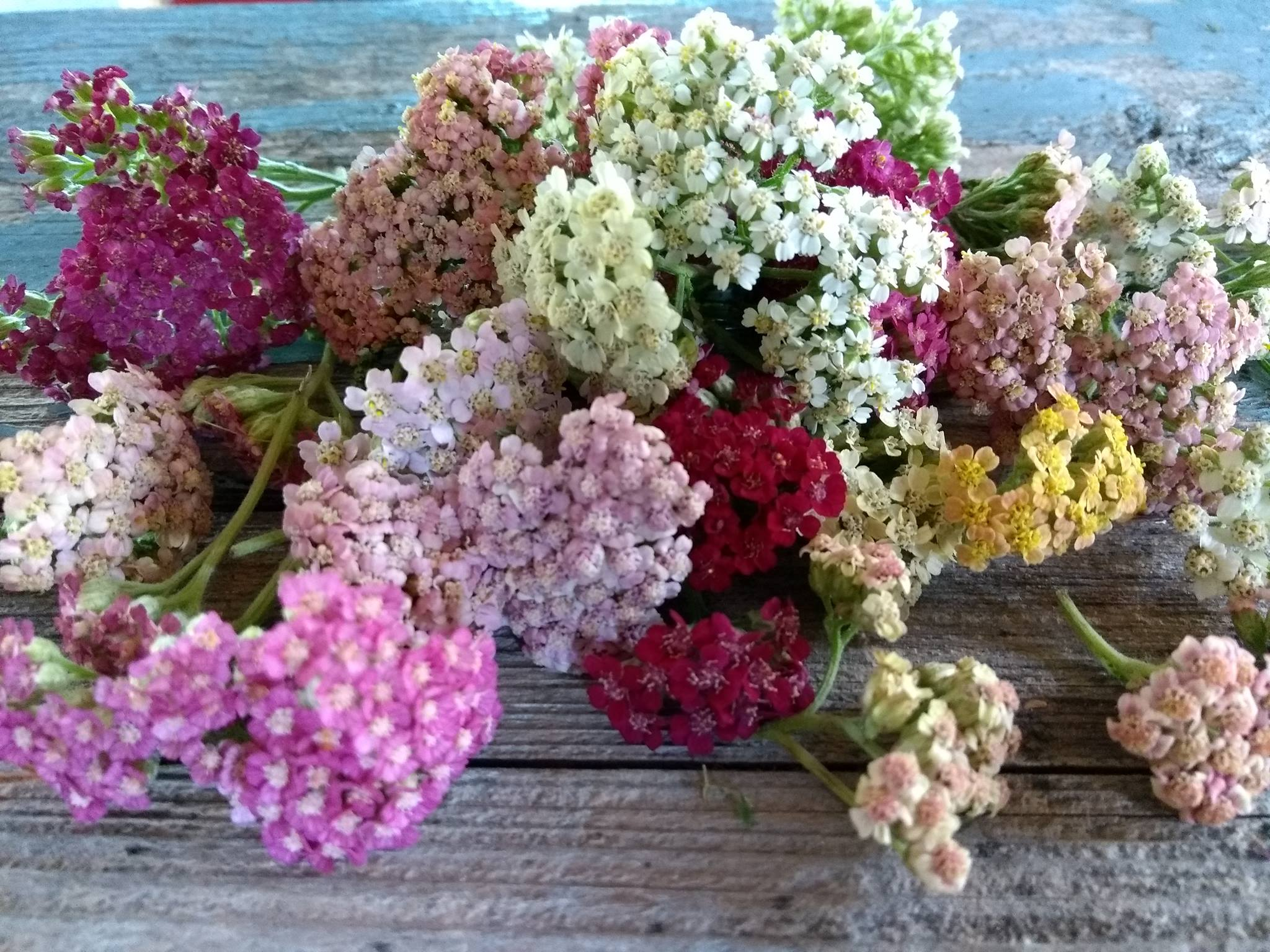
Achillées colorées.

Selon Catalogue of Life (20 juin 2013) :
- Achillea abrotanoides
- Achillea absinthoides
- Achillea acuminata
- Achillea aegyptiaca
- Achillea ageratifolia
- Achillea ageratum
- Achillea aleppica
- Achillea alexandri-regis
- Achillea alpina
- Achillea ambrosiaca
- Achillea apiculata
- Achillea arabica
- Achillea armenorum
- Achillea asiatica
- Achillea aspleniifolia
- Achillea atrata
- Achillea aucheri
- Achillea auriculata
- Achillea baikalensis
- Achillea barbeyana
- Achillea barrelieri
- Achillea biserrata
- Achillea boissieri
- Achillea brachyphylla
- Achillea bucharica
- Achillea callichroa
- Achillea cappadocica
- Achillea carpatica
- Achillea chamaecyparissus
- Achillea chamaemelifolia
- Achillea cheilanthifolia
- Achillea chrysocoma
- Achillea clavennae
- Achillea clusiana
- Achillea clypeolata
- Achillea coarctata
- Achillea collina
- Achillea condensata
- Achillea conferta
- Achillea cretica
- Achillea crithmifolia
- Achillea cucullata
- Achillea cuneatiloba
- Achillea decolorans
- Achillea decumbens
- Achillea distans
- Achillea erba-rotta
- Achillea eriophora
- Achillea euxina
- Achillea falcata
- Achillea filipendulina
- Achillea formosa
- Achillea fraasii
- Achillea fragrantissima
- Achillea glaberrima
- Achillea goniocephala
- Achillea grandifolia
- Achillea gypsicola
- Achillea haussknechtii
- Achillea heterophylla
- Achillea holosericea
- Achillea horanszkyi
- Achillea huber-morathii
- Achillea impatiens
- Achillea incognita
- Achillea inundata
- Achillea japonica
- Achillea karatavica
- Achillea kellalensis
- Achillea ketenoglui
- Achillea kotschyi
- Achillea laggeri
- Achillea latiloba
- Achillea ledebourii
- Achillea leptophylla
- Achillea leptophylloides
- Achillea lereschei
- Achillea ligustica
- Achillea lingulata
- Achillea lycaonica
- Achillea macrocephala
- Achillea macrophylla
- Achillea magna
- Achillea magnifica
- Achillea maritima
- Achillea maura
- Achillea membranacea
- Achillea micrantha
- Achillea micranthoides
- Achillea millefolium
- Achillea milliana
- Achillea mollis
- Achillea monocephala
- Achillea multifida
- Achillea nana
- Achillea nigrescens
- Achillea nobilis
- Achillea obscura
- Achillea occulta
- Achillea ochroleuca
- Achillea odorata
- Achillea oligocephala
- Achillea oxyloba
- Achillea oxyodonta
- Achillea pachycephala
- Achillea phrygia
- Achillea pindicola
- Achillea pseudoaleppica
- Achillea pseudopectinata
- Achillea ptarmica
- Achillea ptarmicifolia
- Achillea ptarmicoides
- Achillea pyrenaica
- Achillea rhodoptarmica
- Achillea roseo-alba
- Achillea rupestris
- Achillea salicifolia
- Achillea santolinoides
- Achillea schischkinii
- Achillea schmakovii
- Achillea schneideri
- Achillea schugnanica
- Achillea sedelmeyeriana
- Achillea seidlii
- Achillea sergievskiana
- Achillea setacea
- Achillea sieheana
- Achillea sinensis
- Achillea sintenisii
- Achillea sipikorensis
- Achillea spinulifolia
- Achillea squarrosa
- Achillea stepposa
- Achillea styriaca
- Achillea talagonica
- Achillea taygetea
- Achillea tenuifolia
- Achillea teretifolia
- Achillea thracica
- Achillea tomentosa
- Achillea tuzsonii
- Achillea umbellata
- Achillea valesiaca
- Achillea vermicularis
- Achillea virescens
- Achillea wilsoniana
- Achillea ×albinea
- Achillea ×graja
- Achillea ×illiczevski
- Achillea ×submicrantha
- Achillea ×subtaurica

## Langage des fleurs
Dans le langage des fleurs, l'achillée symbolise la guerre, en conformité avec l'origine de son nom.